# Tilio-Acerion
Tilio-Acerion er et plantesamfund, som omfatter løvskove, domineret af Lind (Tilia) og Ær (Acer pseudoplatanus). Det forudsætter fugtig, gerne mineralrig jord. Plantesamfundet optræder som pletter i skove, der ellers er domineret af Almindelig Bøg (Fagus sylvatica).
I afdeling 17 i Bolderslev Skov finder man et fuldgyldigt eksempel på denne skovtype. Her er registreret 
- Almindelig Bøg,
- Ahorn (også kaldet: Ær),
- Stilk-Eg,
- Almindelig Ask,
- Småbladet Lind og
- Almindelig Avnbøg

## Note
1. ↑  Ejerlav Bolderslev: Bevoksningsliste 1995